# غيرل إن ريد
غيرل إن ريد (بالإنجليزية: Girl in Red)‏ أسمها الحقيقي ماري أولفين رينغهايم هي مغنية وكاتبة أغاني نرويجية ولدت في 16 فبراير 1999. أعلنت بأنها كوير.

## روابط خارجية
غيرل إن ريد على موقع IMDb (الإنجليزية)
- غيرل إن ريد على موقع ميوزك برينز (الإنجليزية)
- غيرل إن ريد على موقع أول ميوزيك (الإنجليزية)
- غيرل إن ريد على موقع ديسكوغز (الإنجليزية)